# Sarzay

Sarzay este o comună în departamentul Indre, Franța. În 1 ianuarie 2022 avea o populație de 300 de locuitori.